# سیارک ۱۹۶۳۰
سیارک ۱۹۶۳۰ (به انگلیسی: 19630 Janebell، نامگذاری:1999RT33) نوزده هزار و ششصد و سی‌امین سیارک کشف شده‌است که در ۲ سپتامبر ۱۹۹۹ کشف شد.
قدر مطلق سیارک برابر ۱۴٫۰۰ است.